# Grooverider
Grooverider (с англ. — «Груврайдер»; род. 16 апреля 1967, Лондон) — британский диджей и музыкальный продюсер. Работает преимущественно в жанре Drum'n'bass. Владелец лейбла Prototype Recordings. Участник радиостанций BBC Radio 1, Kiss Fm и Ministry of Sound Radio.
Начал свою карьеру, играя на нелегальных вечеринках и радиостанциях в 80-х.
Участник Пиратской Станции V.

## Награды и достижения
Занял 9 место в мировом рейтинге диск жокеев по версии сайта DJ.ru.

## Дискография
- Mysteries Of Funk
- FabricLive.06
- Grooverider Presents: The Prototype Years

## Интересные факты
- Был приговорен к тюремному заключению в Дубае на 4 года за хранение наркотических веществ, однако по прошествии 10 месяцев освобожден досрочно[4].